# Mount Tennent
Mount Tennent ist ein 2895 m hoher und felsiger Berg in der antarktischen Ross Dependency. In der Dominion Range ragt er 3 km südlich des Vandament-Gletschers auf.
Wissenschaftler einer von 1961 bis 1962 durchgeführten Kampagne im Rahmen der New Zealand Geological Survey Antarctic Expedition benannte ihn nach dem neuseeländischen Politiker William Blair Tennent (1898–1976), damaliger Minister für wissenschaftliche und industrielle Forschung seines Heimatlands. 